# جون ستيوارد
جون ستيوارد هو سياسي أمريكي، ولد في 21 أكتوبر 1807، وتوفي في 2 مايو 1885. نشط حزبياً في الحزب الجمهوري. وقد انتخب عضو جمعية ولاية نيويورك ‏.